# Teluk Dalam (Nias)
Teluk Dalam is een havenstad in het zuiden van het Indonesische eiland Nias.
Teluk Dalam telde in 2004 76.750 inwoners. Het is een onderdistrict van regentschap Nias Selatan.